# Будівля міської ради Алста
Буді́вля місько́ї ра́ди А́лста (нід. Het Schepenhuis van Aalst) — пам'ятка архітектури у бельгійському місті Алст, провінція Східна Фландрія. Складається із трьох частин: власне будівлі міської ради (однієї з найстаріших у Нижніх країнах), флігеля (нід. gebiedshuisje) і башти-бефруа, внесеної, разом із іншими бефруа Бельгії та Франції до списку світової спадщини ЮНЕСКО. Сучасна будівля датується XV століттям. До 1980-х років тут базувалася міська рада Алста, тому будівля також відома під назвою Oud-Schepenhuis (укр. Стара будівля міської ради). Розташована в історичному центрі Алста, на центральній площі Гроте-Маркт (нід. Grote Markt).

## Історія
Перша будівля міської ради була зведена 1225 року у стилі ранньої готики, із вапняку, який видобувався у сусідньому місті Леде. Підвали та перший поверх мають риси пізнього романського стилю. Будівля прямокутна в плані, має три поверхи, з трьох кутів розташовані круглі башти із ґвинтовими сходами, у четвертому, південно-західному куті, розташовується башта-бефруа. Дах пірамідальний, прикрашений невеликою декоративною башточкою.
У 1380 році, під час руйнування Алста повсталими мешканцями Гента під проводом графа Фландрії Людовіка Мальського, будівля міської ради згоріла, лишилися тільки північний та східний фасади. У 1407 році почалася відбудова будівлі, західний фасад реставрував майстер Ян де Хазе (Jan De Hase), південний — майстер Ян ван Гутегем (Jan Van Goeteghem). До 1650 року будівля міської ради також мала власний вівтар, де щодня проводилася меса. У підвалах будівлі у Середньовіччі розташовувалися приміщення для тортур, зокрема, тут 1748 року був страчений бельгійський злочинець і ватажок банди Ян де Ліхте.
7 липня 1879 року, під час ярмарку, у будівлі міської ради через невдалий феєрверк сталася пожежа. Будівлю відновили лише у 1886 році.
Після переїзду у 1980-х роках міської ради до сусідньої, новішої будівлі, стара будівля слугує простором для різноманітних зібрань та культурних заходів.

### Флігель
Флігель, суміжний із будівлею міської ради, був зведений 1474 року у стилі пізньої готики, зруйнований у 1543 році і пізніше відбудований. Він слугував місцем оголошення законів та місцем складання новообраним бургомістром присяги на вірність міським правами. З XIX століття фасад флігеля прикрашають п'ять скульптур:
- Феміда, богиня правосуддя
- Карл V, за часів якого був зведений флігель
- останній граф Алста Дітріх, на прізвисько «Дитина Алста» (помер 1166 року)
- Пітер Кук ван Альст, художник
- Корнеліус де Схрейвер, поет і письменник

### Бефруа
Бефруа будівлі міської ради була зведена 1460 року, наступного року у башті з'явився карильйон. Первісний карильйон, виготовлений майстром Вранком із Мехелена, замінили у 1714 році, а після пожежі 1879 року дзвони відлили заново. Сучасний, шостий за рахунком, карильйон бефруа в Алсті нараховує 52 дзвони і дзвонить кожні 15 хвилин.
Фасад бефруа прикрашають дві скульптури, що символізують графства Алст і Фландрія, між скульптурами розташований сонячний годинник, датований початком XVII століття. Також на фасаді беффруа, під скульптурами, вибито «nec spe, nec metu» (лат. ані надією, ані страхом) — гасло іспанського короля Філіпа II, під владу якого 1555 року потрапили Нижні країни. У цьому написі також зазначається дата «1200 рік», проте вона не має жодного стосунку до якоїсь реальної дати.
Під час пожежі у будівлі міської ради 1879 року частина бефруа також згоріла і пізніше була відновлена.
Під карильйоном розташований механічний годинник. У 1960 році на циферблаті годинника бефруа замість неоготичних фігур, що відмічали години, були встановлені золотаві напівсфери. Внаслідок цього місцеві мешканці прозвали бефруа De tettentoeren (tetten — сленгова назва жіночих грудей, toeren — укр. башта).
Разом із іншими бефруа Бельгії та Франції бефруа Алста з 1999 року внесене до списку світової спадщини ЮНЕСКО.